# Ронкофреддо
Ронкофреддо (італ. Roncofreddo) — муніципалітет в Італії, у регіоні Емілія-Романья,  провінція Форлі-Чезена.
Ронкофреддо розташоване на відстані близько 240 км на північ від Рима, 95 км на південний схід від Болоньї, 31 км на південний схід від Форлі.
Населення — 3384 особи (2014).

## Демографія
Населення за роками:

Станом на 1 січня 2023 року в муніципалітеті офіційно проживали 372 іноземці з 38 країн, серед них 168 громадян країн Євросоюзу та 16 громадян України.

## Сусідні муніципалітети
- Боргі
- Чезена
- Лонджано
- Меркато-Сарачено
- Монтіано
- Сольяно-аль-Рубіконе